# 吴灭徐之战
吴灭徐之战發生於前512年（周敬王八年、鲁昭公三十年、楚昭王四年、吴王阖闾三年）八月，吴国大军攻灭徐国（今江苏省泗洪县东）的作战。
吴王僚被吴王阖庐杀死后，公子掩余逃亡徐国，烛庸逃亡钟吾。吴王阖庐让徐国人逮捕掩馀，让钟吾人逮捕烛庸，两个公子逃亡到楚国。楚昭王给他们封土地，确定迁居之地，派监马尹大心迎接，让他们住在养地，派莠尹然、左司马沈尹戌在养地筑城，给他们城父和胡地的土田，准备危害吴国。阖庐大怒。前512年冬十二月，吴国逮捕了钟吾国君。于是就进攻徐国，堵住山上的水再灌入徐国。十二月二十三日，灭亡徐国。徐国国君章禹剪断头发，带着他夫人迎接吴王。吴王加以慰问后，送走了章禹，章禹的近臣跟随一起逃亡到楚国。楚国的沈尹戌领兵救徐国，没有赶上。在夷地筑城，让徐国国君居住。